# Lachen (Zwitserland)
Lachen is een gemeente en plaats in het Zwitserse kanton Schwyz, en maakt deel uit van het district March.
Lachen telt 8.126 inwoners.

## Geboren
- Joachim Raff (1822–1882), componist
- Oliver Zaugg (1981), wielrenner
- Beatrice Egli (1988), zangeres
- Josip Drmić (1992), Zwitsers-Kroatisch voetballer

## Overleden
- Heinrich Oechslin (1913-1985), rechter en politicus

## Galerij

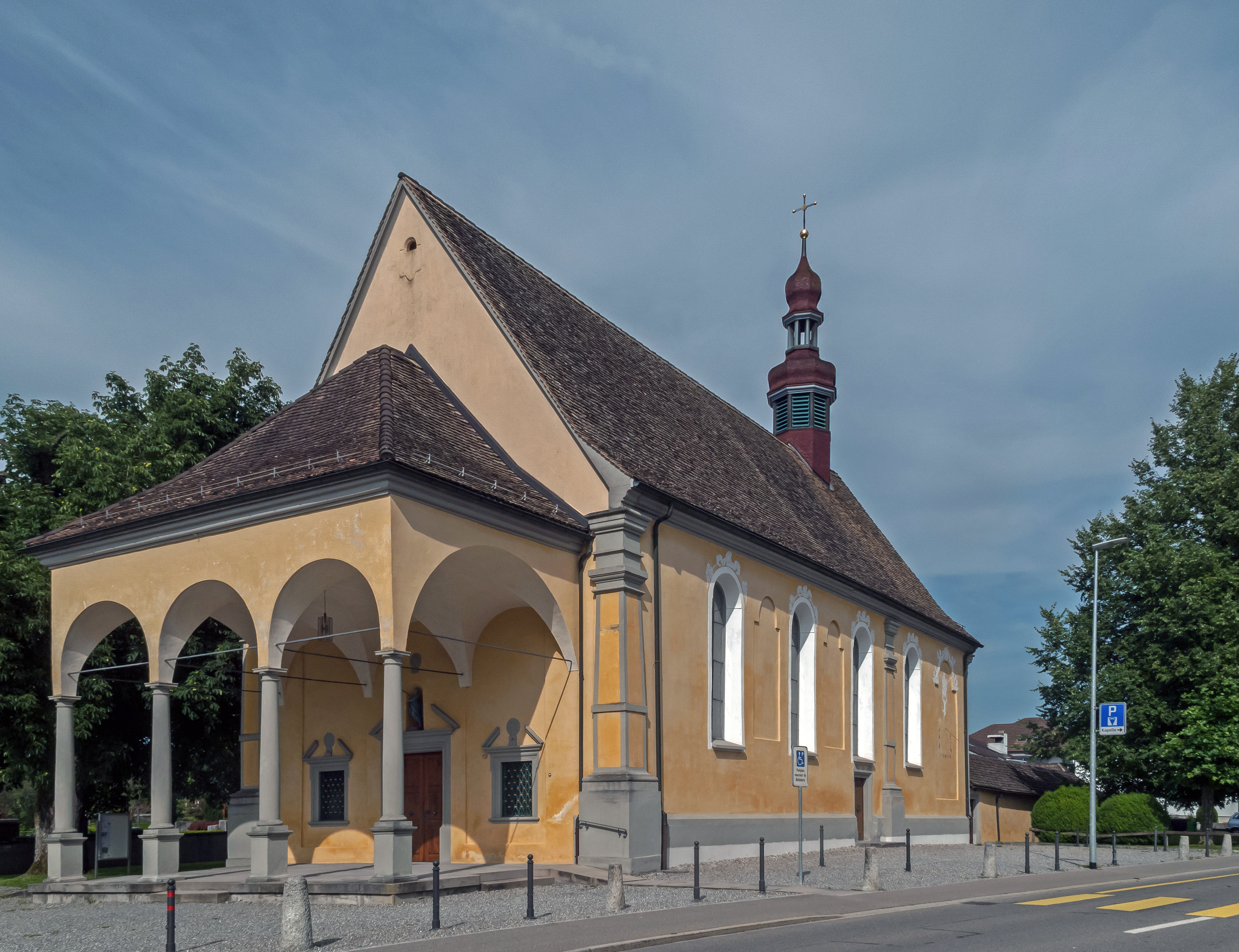
Lachen, kerk